# 太陽観測装置

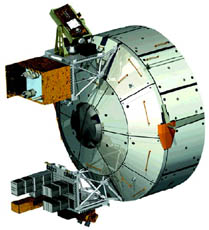
コロンバスと結合した太陽観測装置（最上部の装置）

太陽観測装置 (Solar Monitoring Observatory, SOLAR/SMO) は、国際宇宙ステーションを構成するコロンバスの一部である、ヨーロッパ宇宙機関の観測装置である。太陽観測装置を含むコロンバスモジュールは、2008年2月にSTS-122で打ち上げられた。太陽観測装置は、欧州技術曝露実験装置 (EuTEF) とともにコロンバスの外壁に取り付けられている（EuTEFはSTS-128で既に回収）。その他、宇宙用原子時計アンサンブル (ACES) 等の機器も将来的にコロンバスの外壁に取り付けることを計画中である。
太陽観測装置は、SOVIM (Solar Variantions and Irradiance Monitor) 、SOLSPEC (Solar Spectral irradiance measurements)、SOL-ACES (Auto-calibrating Extreme Ultraviolet and Ultraviolet spectrometers) の観測機器3機で構成されている。これらは協調して太陽の放射照度を測定する。ISSに取り付けられた後は、約1.5年間継続して観測を行う計画であった。SOLARは2011年現在もISS上で運用されている。計画では、当初2003年の打ち上げが目指されていたが、コロンビア号空中分解事故を受けて延期された。太陽観測装置は、ベルギーのユックルにあるBelgian Institute for Space Aeronomy (BISA) のBelgian User Support and Operations Centre (B.USOC) で運用されている。

## ギャラリー

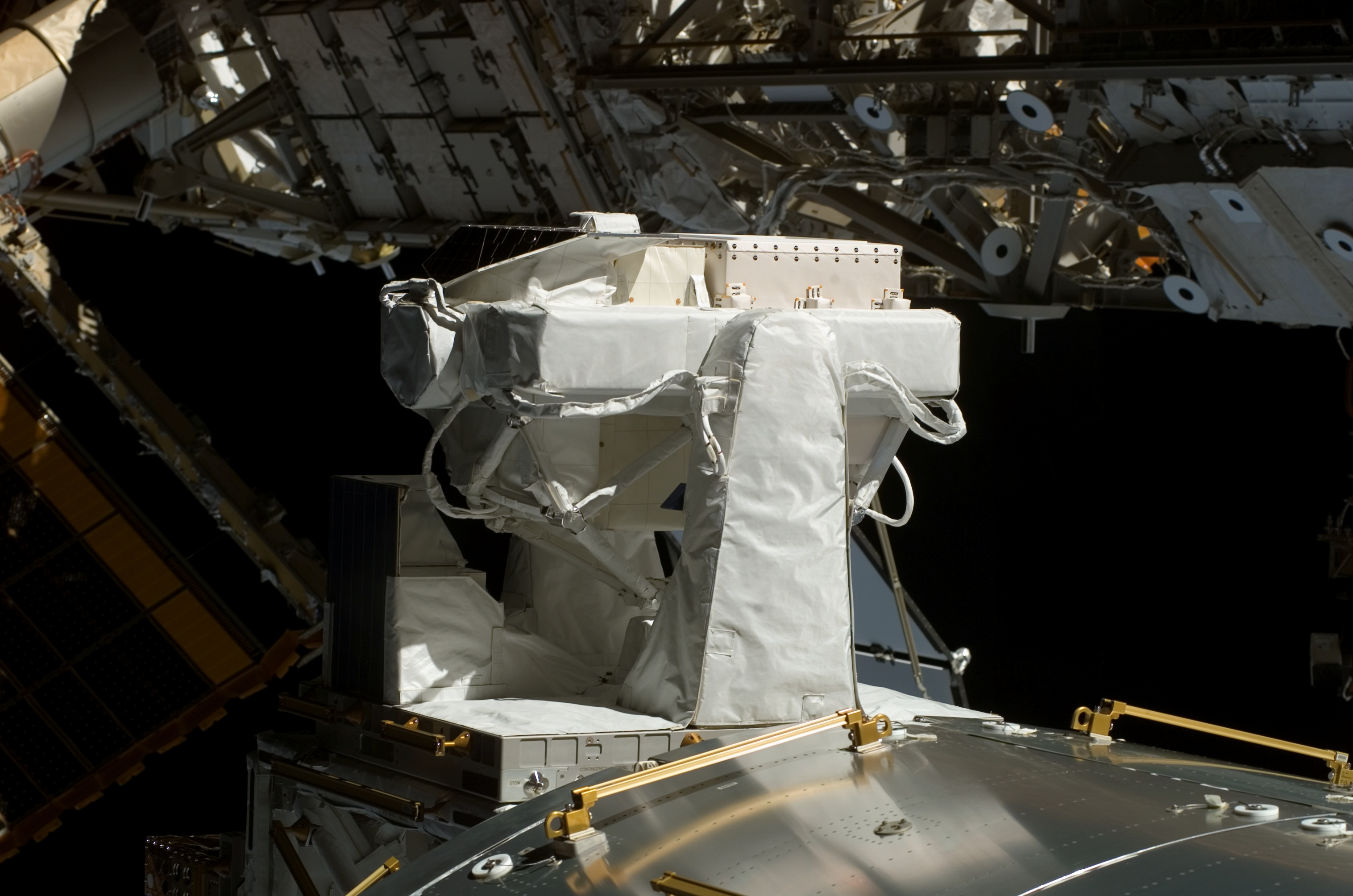
NASA Image: S122E009344